# Parteigau
Parteigau var Nazistpartiets partidistrikt i Tyskland 1925-1945. De får inte förväxlas med de statliga Reichsgau som nazisterna införde efter sitt maktövertagande 1933.

## Historia
Nazistpartiet skapade sina partidistrikt 1925. De fanns då 33 distrikt som motsvarande de dåvarande valkretsarna i Tyskland. 1941 ändrades distriktsindelningen och antalet distrikt ökades till 43. 

## Organisation
Varje Parteigau leddes av en Gauleiter. Han var partiets regionale ledare och som sådan försedd med full disciplinär jurisdiktion och orderbefogenheter över alla partiorganisationer inom sitt gau. Detta ledde ofta till kompetenstvister med respektive Reichsleiter som riksansvarig. FGauleitern förenade med sitt partiämbete i allmänhet även den högsta statliga makten i regionen, som riksståthållare, Oberpräsident, eller dylikt. Under gauleitern fanns ett Gauamt, förvaltningsorgan för partidistriktet.

## Lista över parteigau i Nazityskland
- Baden

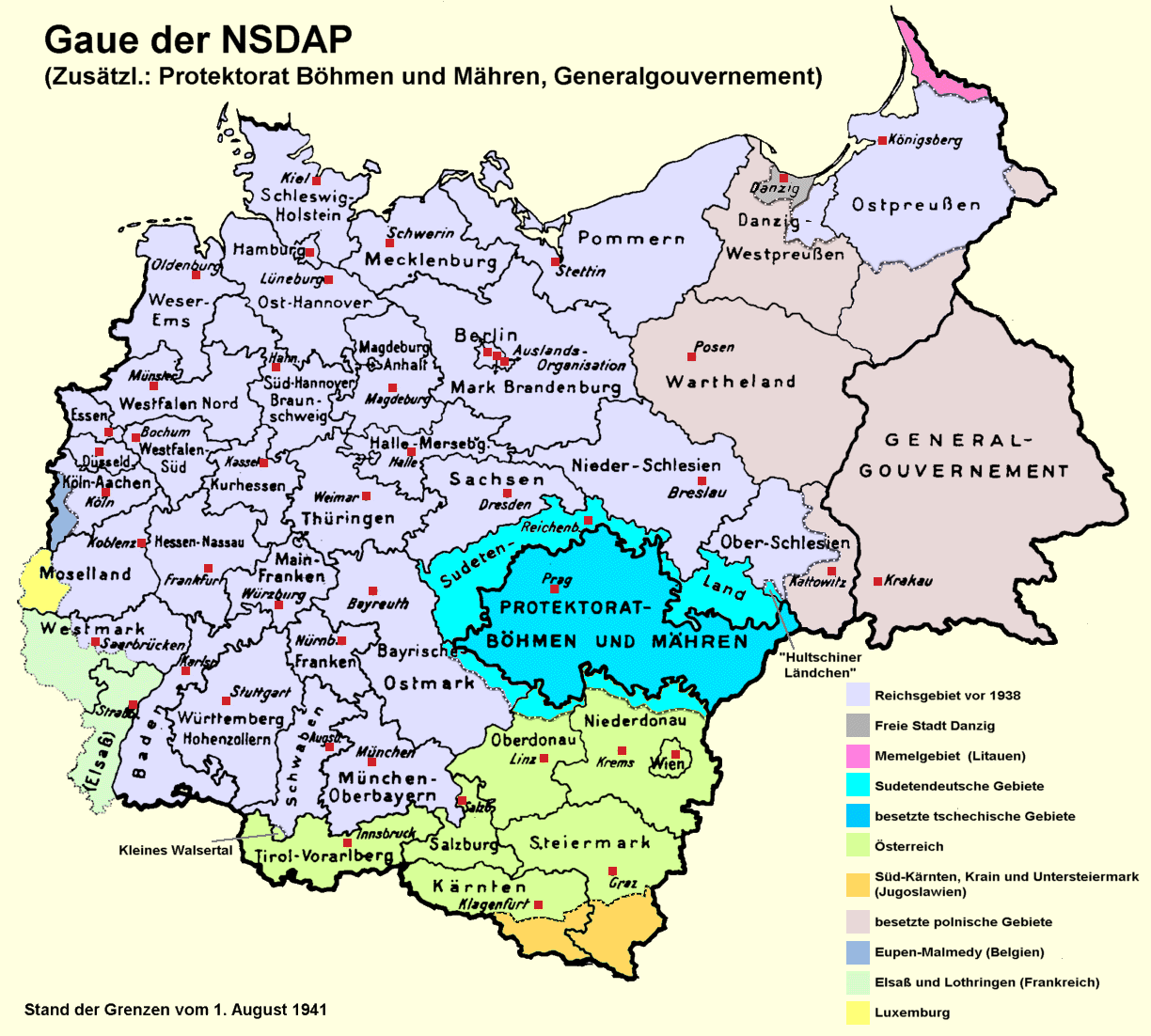
Parteigau 1941.

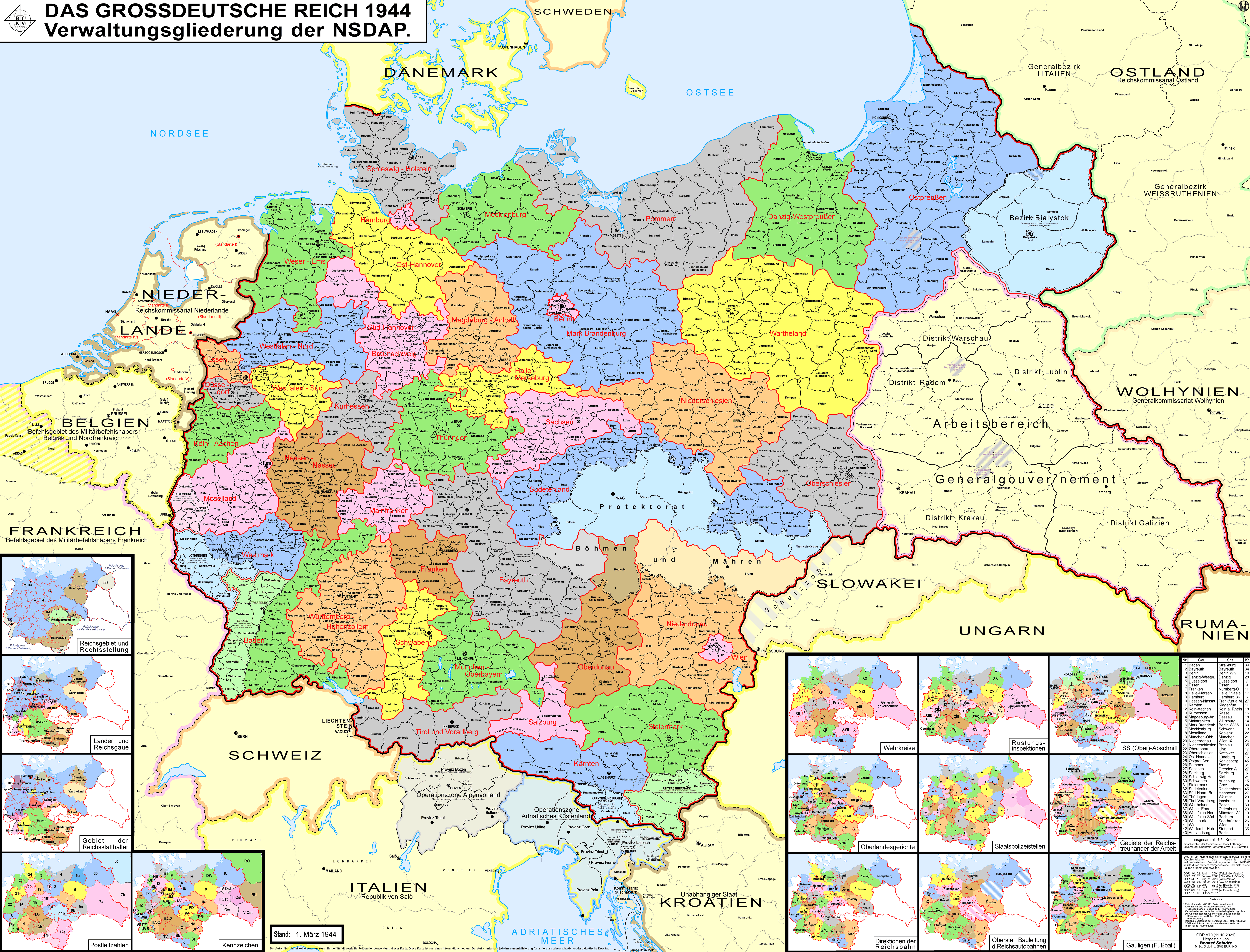
Parteigau 1944.

- Bayreuth (innan 1943 Bayerische Ostmark)
- Berlin
- Berlin-Brandenburg (delades upp i två gau 1929)
- Brandenburg
- Danzig-Westpreußen (Danzig till 1939)
- Düsseldorf
- Essen
- Franken
- Halle-Merseburg
- Hamburg
- Hannover-Nord
- Hannover-Süd
- Hessen-Darmstadt
- Hessen-Nassau
- Hessen-Nassau-Süd
- Kärnten
- Köln-Aachen
- Kurhessen (Hessen-Nassau-Nord till 1934)
- Lüneburg-Stade
- Magdeburg-Anhalt
- Mainfranken (Unterfranken till 1935)
- Mark Brandenburg (bildades av gau Kurmark och Ostmark 1933)
- Mecklenburg / Mecklenburg-Lübeck
- Mittelfranken
- Moselland (Koblenz-Trier till 1942)
- München-Oberbayern
- Niederbayern
- Niederbayern-Oberpfalz
- Niederdonau
- Niederschlesien
- Oberdonau
- Oberfranken
- Oberpfalz
- Oberschlesien
- Osthannover
- Ostmark
- Ostpreußen
- Pommern
- Pfalz-Saar
- Rheinland-Nord
- Rheinland-Süd
- Rheinpfalz
- Ruhr
- Saarland
- Saarpfalz
- Sachsen
- Salzburg
- Schlesien
- Schleswig-Holstein
- Schwaben / Oberbayern-Schwaben
- Steiermark
- Sudetenland (Sudetengau till 1939)
- Südhannover-Braunschweig
- Thüringen
- Tirol
- Tirol-Vorarlberg
- Wartheland (Warthegau till 1939)
- Weser-Ems
- Westfalen
- Westfalen-Nord
- Westfalen-Süd
- Westmark (bildat av gau Saarland och Rheinpfalz 1935)
- Wien
- Württemberg-Hohenzollern